# Sean Hill
Sean Ronald Hill (* 14. Februar 1970 in Duluth, Minnesota) ist ein ehemaliger US-amerikanischer Eishockeyspieler, der im Verlauf seiner aktiven Karriere zwischen 1988 und 2009 unter anderem 925 Spiele für die Canadiens de Montréal, Mighty Ducks of Anaheim, Ottawa Senators, Carolina Hurricanes, St. Louis Blues, Florida Panthers, New York Islanders und Minnesota Wild in der National Hockey League auf der Position des Verteidigers bestritten hat. Seinen größten Karriereerfolg feierte Hill, der mit der Nationalmannschaft der Vereinigten Staaten an den Olympischen Winterspielen 1992 teilnahm, in Diensten der Canadiens de Montréal mit dem Gewinn des Stanley Cups im Jahr 1993.

## Karriere
Sean Hill begann seine Karriere als Eishockeyspieler in der Mannschaft der University of Wisconsin–Madison, für die er von 1988 bis 1991 aktiv war und mit der er in der Saison 1989/90 die Meisterschaft der Western Collegiate Hockey Association gewann. Während seiner Universitätszeit wurde er im NHL Entry Draft 1988 in der achten Runde als insgesamt 167. Spieler von den Canadiens de Montréal ausgewählt. Für Montréal kam der Verteidiger ebenso wie für deren Farmteam aus der American Hockey League, die Fredericton Canadiens, in den Playoffs der Saison 1990/91 zu seinem Debüt im professionellen Eishockey. Nachdem er in der folgenden Spielzeit fast ausschließlich im Farmteam eingesetzt worden war, gehörte er in der Saison 1992/93 zum Team Montréals, das den prestigeträchtigen Stanley Cup gewann. 
Am 24. Juni 1993 wurde Hill im Expansion Draft von den neugegründeten Mighty Ducks of Anaheim ausgewählt. Am 8. Oktober 1993 gelang ihm der erste Treffer in der Franchise-Geschichte der Mighty Ducks, als diese mit 2:7 im Arrowhead Pond of Anaheim den Detroit Red Wings unterlagen. Insgesamt erzielte Hill in 68 Spielen für die Kalifornier sieben Tore und bereitete 20 vor. Anschließend wechselte er nach einem Jahr zu den Ottawa Senators. Bei diesen blieb er drei Spielzeiten lang, ehe er am 18. November 1997 im Tausch für Chris Murray an die Carolina Hurricanes abgegeben wurde. Nachdem sein Vertrag nicht verlängert worden war, unterschrieb der US-Amerikaner am 1. Juli 2000 als Free Agent einen Vertrag bei den St. Louis Blues, kehrte jedoch bereits zu Beginn der Saison 2001/02 zu den Hurricanes zurück. Mit dem Team aus North Carolina scheiterte er in dieser Spielzeit erst im Playoff-Finale um den Stanley Cup an den Detroit Red Wings. Er selbst trug mit je vier Toren und Vorlagen in den Playoffs maßgeblich zum Erreichen der Finalspiele bei. 
Am 15. Juli 2004 erhielt Hill als Free Agent einen Vertrag bei den Florida Panthers. Da die folgende Spielzeit jedoch aufgrund des Lockouts ausfiel, bestritt er in der Saison 2004/05 kein einziges Spiel. Nach Wiederaufnahme des Spielbetriebs in der NHL zur Saison 2005/06 stand er für je ein Jahr für die Florida Panthers, New York Islanders und Minnesota Wild auf dem Eis. Am 20. April 2007 erhielt er eine 20 Spiele dauernde Sperre für das Einnehmen einer verbotenen Substanz. Damit war er der erste NHL-Spieler, der gegen das eigene Anti-Doping-Programm verstieß. Anschließend ging er nach Europa, wo er zur Saison 2008/09 einen Vertrag beim Aufsteiger EHC Biel aus der National League A erhielt. Am Saisonende beendete der Olympiateilnehmer von 1992 im Alter von 39 Jahren seine Karriere.

### International
Für die USA nahm Hill an der Junioren-Weltmeisterschaft 1990, den Olympischen Winterspielen 1992 in Albertville und der Weltmeisterschaft 1994 teil.

## Erfolge und Auszeichnungen
| - 1990 Broadmoor-Trophy-Gewinn mit der University of Wisconsin–Madison - 1990 WCHA Second All-Star Team - 1991 WCHA Second All-Star Team | - 1991 NCAA West Second All-American Team - 1993 Stanley-Cup-Gewinn mit den Canadiens de Montréal |

## Karrierestatistik

### International
Vertrat die USA bei:
- Junioren-Weltmeisterschaft 1990
- Olympischen Winterspielen 1992
- Weltmeisterschaft 1994

(Legende zur Spielerstatistik: Sp oder GP = absolvierte Spiele; T oder G = erzielte Tore; V oder A = erzielte Assists; Pkt oder Pts = erzielte Scorerpunkte; SM oder PIM = erhaltene Strafminuten; +/− = Plus/Minus-Bilanz; PP = erzielte Überzahltore; SH = erzielte Unterzahltore; GW = erzielte Siegtore; 1 Play-downs/Relegation; Kursiv: Statistik nicht vollständig)